# Chlorophorus simillimus
Chlorophorus simillimus là một loài bọ cánh cứng trong họ Cerambycidae.